# Филиппов, Дмитрий Станиславович
Дмитрий Станиславович Филиппов (род. 14 ноября 1966, Тула) — российский политический и муниципальный деятель, с 19 марта 2019 года глава управы района Перово, ранее глава управы района Хорошёвский.

## Краткая биография
Дмитрий Филиппов родился 14 ноября 1966 года в городе Тула, СССР.
В 1988 году Филиппов окончил Тульский артиллерийский инженерный институт по специальности инженер-математик.
В период с 2009 по 2013 года работал в управе района Дорогомилово в должности заместителя главы управы по вопросам социальной политики.
19 марта 2019 года распоряжением мэра Москвы занял должность главы управы района Перово.